# Le Mort Homme
Koordinaten: 49° 13′ 57″ N, 5° 16′ 1″ O

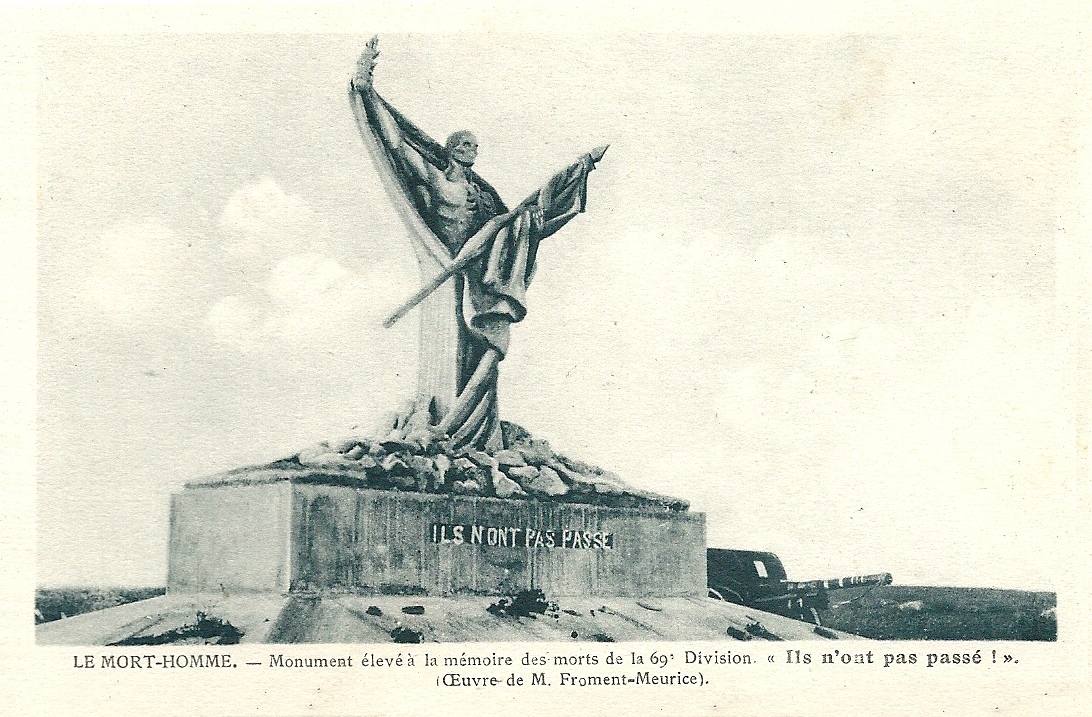
Postkarte mit der Skelett-Skulptur von Jacques Froment-Meurice auf der Höhe 265, heute ist das Umfeld bewaldet

Die Doppelanhöhe Toter Mann (franz. Le Mort Homme) liegt auf dem Gebiet der Gemeinde Cumières-le-Mort-Homme rund 10 Kilometer nordwestlich der Stadt Verdun in Frankreich. Die Anhöhe erlangte als Schauplatz intensiver Kämpfe während der Schlacht um Verdun im Ersten Weltkrieg Bekanntheit. Le Mort Homme ist gleichzeitig der Name der Gemarkung um die Anhöhen.

## Beschreibung
Die Doppelanhöhe umfasst eine Süd- und eine Nordkuppe, welche von manchen Autoren nach ihrer Höhe in Metern benannt werden, nämlich die Höhe 265 und die nördlich davon gelegene Höhe 295. Zeitgenössisch wurden diese Namen nicht verwandt, abgesehen davon liegen die heute eingemessenen Höhen bei 280 und 287 Meter. Die Anhöhe liegt 1,55 Kilometer nördlich des noch heute bewohnten Ortes Chattancourt. Von dort ist sie auch über die Straße D 38b erreichbar. Auf dem Gipfel befindet sich heute eine Gedenkstätte mit Denkmälern, dominiert von der am 10. September 1922 eingeweihten Skelett-Skulptur von Jacques Froment-Maurice, die der französischen 69. Division gewidmet ist. Des Weiteren befindet sich im nördlichen Abhang der Rest der deutschen Kriegstunnelanlage Gallwitz.

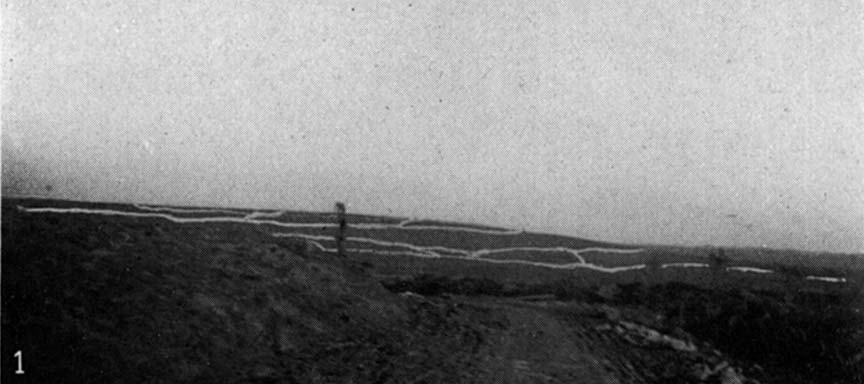
Blick auf die deutschen Stellungen an der Anhöhe Toter Mann im Ersten Weltkrieg (1917)
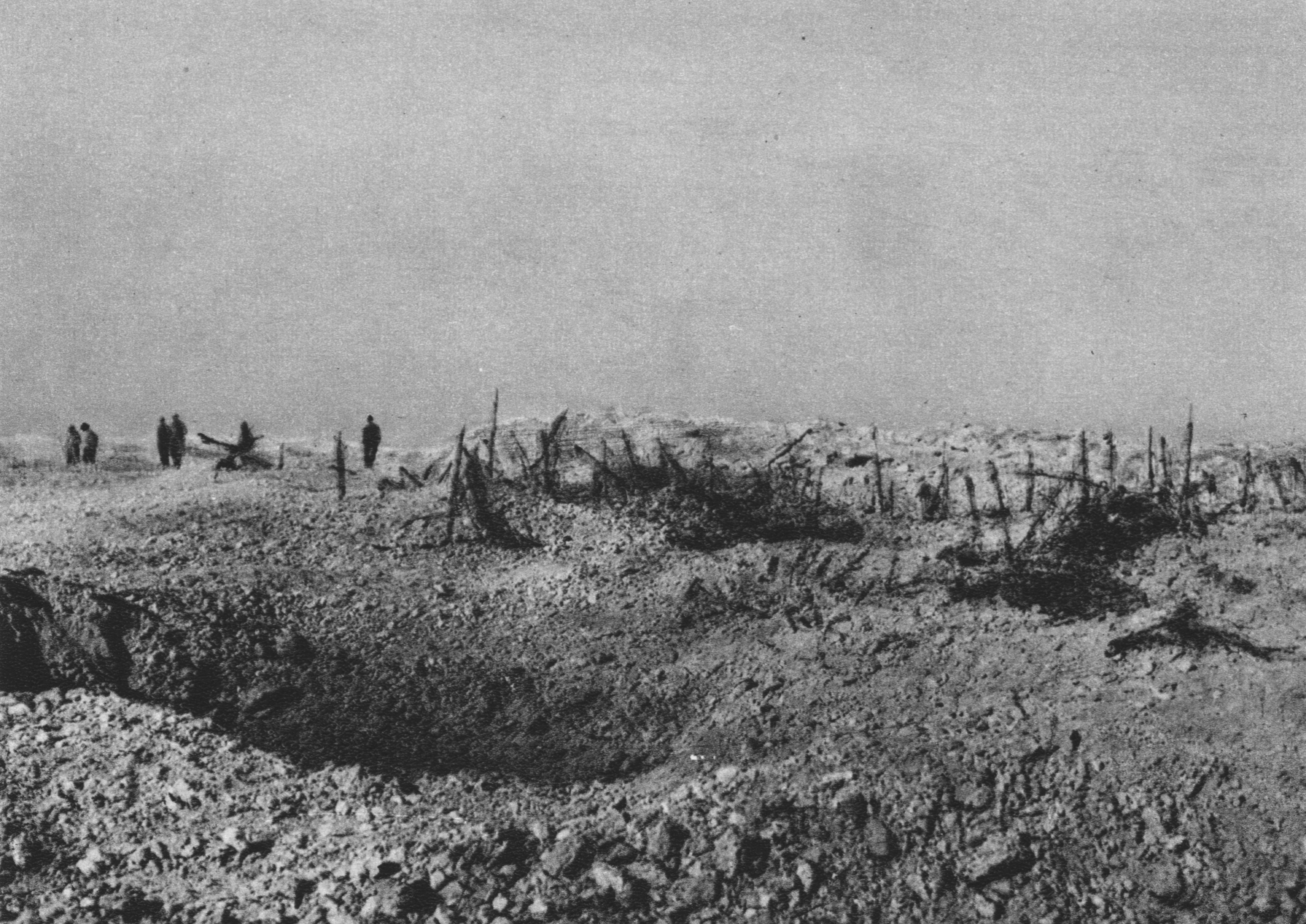
Trichterfeld Toter Mann, Höhe 295
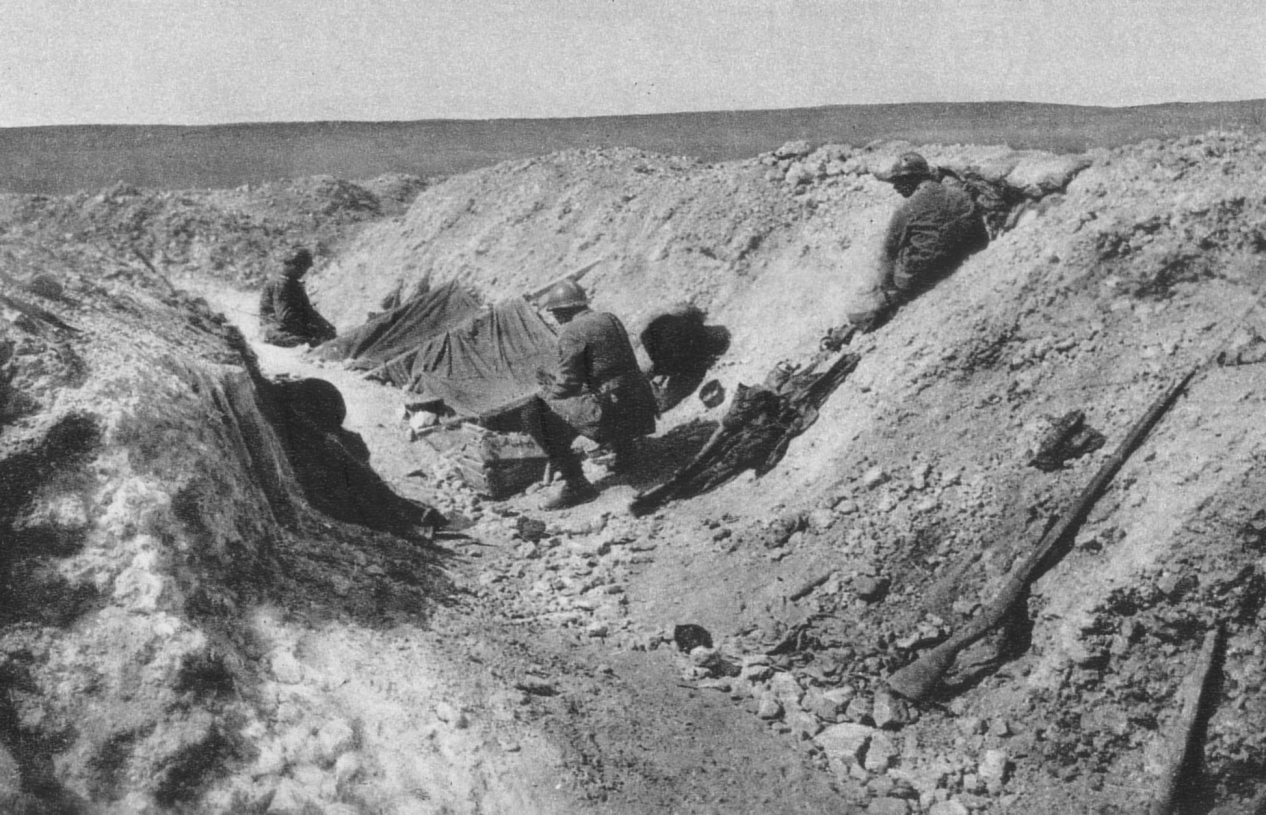
Auf Höhe 295